# 水口周平
水口 周平（みなくち しゅうへい、1879年3月12日 - 1957年2月27日）は、日本の政治家。衆議院議員（1期）。

## 経歴
岐阜県大野郡清見村（現高山市）出身。1903年、医学専門学校済生学舎卒。東京帝国大学医科で学び、産婦人科専科修了。日露戦争に従軍し、二等軍医となる。その後、大野郡会議員、清見村長、岐阜県会議員、同議長を歴任する。
1946年の第22回衆議院議員総選挙において岐阜県から日本自由党公認で立候補して当選する。衆議院議員を1期務め、翌1947年の第23回衆議院議員総選挙には出馬しなかった。
このほか清見村森林組合長、同村農業会長、岐阜県農業会理事、日本警防協会特別会員、清見村国民健康保険診療所医師を務めた。